# 石井繁丸

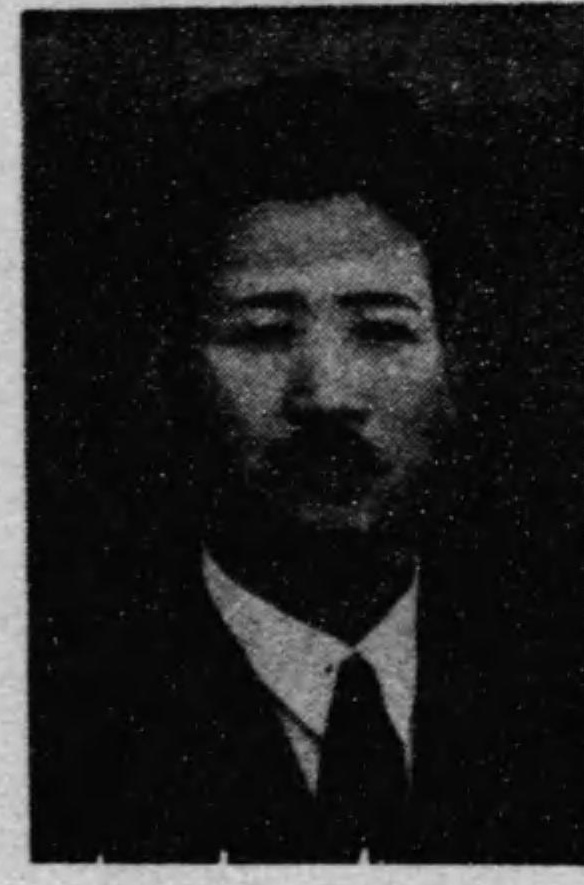
石井繁丸

石井繁丸（いしい しげまる、1904年（明治37年）1月1日 - 1983年（昭和58年）10月8日）は、日本の政治家、弁護士。衆議院議員（3期）、前橋市長（5期）。前橋市立工業短期大学学長。大日本帝国陸軍軍人（陸軍曹長）。

## 経歴
群馬県勢多郡木瀬村大字野中（現・前橋市野中町）出身。永明尋常高等小学校から県立前橋中学校卒業後、警視庁書記を経て1927年（昭和2年）日本大学卒業。1928年（昭和3年）弁護士となる。
昭和12年（1937年）から昭和17年（1942年）まで前橋市議会議員。1947年（昭和22年）の第23回衆議院議員総選挙で日本社会党から旧群馬1区に立候補し当選。通算3期務めた。1957年（昭和32年）群馬弁護士会会長、日本弁護士会常任理事を務めた後、1958年（昭和33年）7月に前橋市長に就任。以後連続5期当選を果たす。ほかに、関東市長会会長、全国市長会副会長、日農中央委員、日本社会党群馬県連会長、群馬県労働委員、裁判官弾劾裁判所裁判員、日本社会党中央執行委員などを歴任した。
1975年（昭和50年）4月の春の叙勲で勲七等から勲二等に叙され、瑞宝章を受章する。
1981年（昭和56年）5月30日、紺綬褒章を受章する。
1983年（昭和58年）10月8日、死去した。79歳没。同月25日、特旨を以て位記を追賜され、死没日付をもって従四位に叙された。同年、前橋市名誉市民の称号を贈られる。